# Isturgia adspersaria
Isturgia adspersaria là một loài bướm đêm trong họ Geometridae.